# سونی تنبی
سونی تنبی (به انگلیسی: Sonny Tanabe) (زادهٔ ۱۴ دسامبر ۱۹۳۲) شناگر اهل ایالات متحده آمریکا است.